# 4316 Babinkova
4316 Babinkova eller 1979 TZ1 är en asteroid i huvudbältet som upptäcktes den 14 oktober 1979 av den rysk-sovjetiske astronomen Nikolaj Tjernych vid Krims astrofysiska observatorium på Krim. Den har fått sitt namn efter astronomerna Artur Babin och Aleksandra Koval.
Asteroiden har en diameter på ungefär 9 kilometer och den tillhör asteroidgruppen Koronis.